# إلينا دوران
إلينا دوران (بالإنجليزية: Elena Duran) هي معلمة موسيقى أمريكية، ولدت في 21 فبراير 1949.

## وصلات خارجية
- إلينا دوران على موقع ميوزك برينز (الإنجليزية)
- إلينا دوران على موقع ديسكوغز (الإنجليزية)